# Cortes de Aragón (kommunhuvudort)
Cortes de Aragón är en kommunhuvudort i Spanien.   Den ligger i provinsen Provincia de Teruel och regionen Aragonien, i den östra delen av landet, 250 km öster om huvudstaden Madrid. Cortes de Aragón ligger 927 meter över havet och antalet invånare är 107.
Terrängen runt Cortes de Aragón är kuperad söderut, men norrut är den platt.  Trakten runt Cortes de Aragón är nära nog obefolkad, med mindre än två invånare per kvadratkilometer. Närmaste större samhälle är Utrillas, 17,9 km söder om Cortes de Aragón. Omgivningarna runt Cortes de Aragón är i huvudsak ett öppet busklandskap.